# Dolmen des Claps

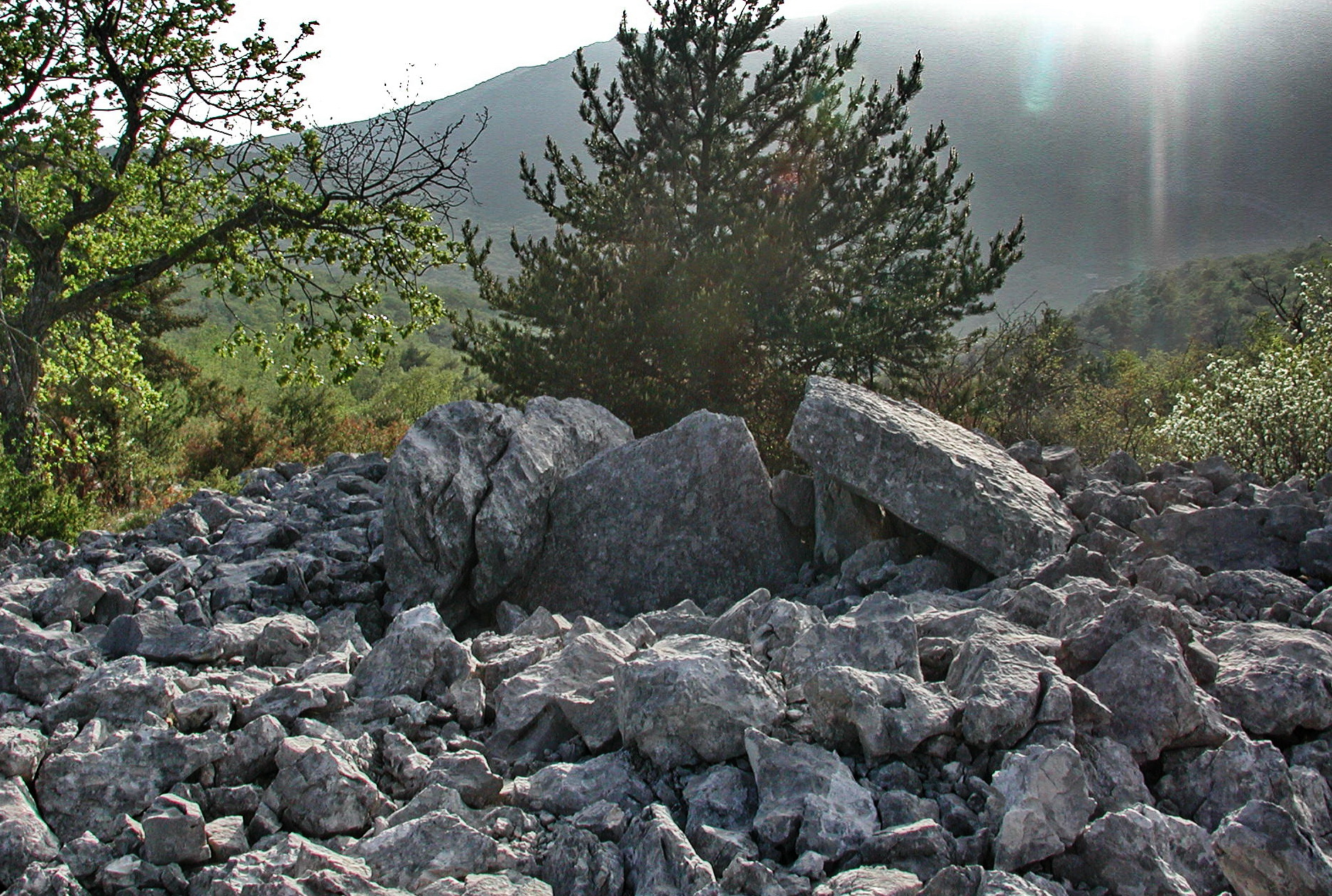
Dolmen des Claps

Der Dolmen des Claps (auch Dolmen de La Colette genannt) ist ein Dolmen südlich von Escragnolles im Département Alpes-Maritimes in Frankreich. Dolmen ist in Frankreich der Oberbegriff für neolithische Megalithanlagen aller Art (siehe: Französische Nomenklatur).
Der Dolmen wurde 1921 als Monument historique eingestuft.
Der Dolmen hat eine Kammer von 1,5 m × 1,3 m, die an der Nord-, Ost- und Südseite von Kalksteinplatten begrenzt wird. Die Deckenplatte wurde zerstört, ein großes Fragment liegt neben der Kammer. Die südliche Seitenplatte misst etwa 2,0 m × 2,8 m und ist länger als die Kammer. Eine der Platten, die sich ursprünglich am Zugang der Kammer befanden, liegt in der Kammer. Im Westen liegt ein Gang von etwa 3,0 m Länge und 1,2 m Breite. Er besteht aus einer Platte und Trockenmauerwerk. Einige Blöcke auf dem Tumulus sind wahrscheinlich verlagerte Elemente des Ganges. Der Dolmen liegt in einem Tumulus von 10,5 m Durchmesser.
Die archäologischen Funde im von Chiris ausgegrabenen Dolmen besteht aus Perlen aus verschiedenem Material, Pfeilspitzen und Schabern, die aus dem Chalkolithikum zu stammen scheinen, und einem durchbohrten Zahn.
In der Nähe liegen der Dolmen de la Colle im Département Var und der Dolmen de l'Aspe.